# Pullach im Isartal
Pullach im Isartal est une commune de Bavière (Allemagne), située dans l'arrondissement de Munich, dans le district de Haute-Bavière, dans la vallée de l'Isar et fameuse pour abriter le siège du service fédéral de renseignement allemand (BND). Elle comprenait 8 894 habitants en 2020.
La Wenzbach prend sa source à Pullach im Isartal et se jette dans le Flosskanal, canal urbain de Munich.
« Pullach » a parfois été utilisé comme synonyme du service fédéral de renseignement, car c'est là que se trouvait le siège du BND de 1956 à 2019.

## Histoire
En période nazie, une maison forte a abrité une partie de l'élite nazie. Cette construction, la villa Bormann (de) (nommé après Martin Bormann) a ensuite servi aux services de renseignements ouest-allemands par Reinhard Gehlen. Depuis 1956, il a servi au Service fédéral de renseignement, le BND.

### Géographie
La commune est située sur la rive ouest de l'Isar, au sud de Munich.

### Géologie
Pullach se trouve dans la plaine de gravier de Munich, formée pendant plusieurs périodes glaciaires. Depuis, l'Isar s'est creusé sur 40 à 50 m et a formé une rive escarpée. Au pied de la rive escarpée, la couche d'eau souterraine a été entamée, de sorte que de nombreuses sources y apparaissent.

## Communes voisines
Les communes voisines sont Grünwald, sur la rive escarpée opposée de l'Isar, et Baierbrunn, au sud. Au nord, Pullach est limitrophe de Munich, notamment des quartiers de Solln et de Thalkirchen. A l'ouest se trouve la zone forestière du Forstenrieder Park, qui n'appartient pas à la commune.

## Division de la commune
Il y a trois parties de la commune :
- Großhesselohe
- Höllriegelskreuth
- Pullach[3]

## Lieux et monuments
Le chef-lieu, autour de la place de l'église, constitue le cœur de la commune. Sur la place de l'église se trouvent le centre socioculturelle de la commune de Pullach, l'église du Saint-Esprit ainsi que l'auberge Rabenwirt, classée monument historique... L'auberge de jeunesse Burg Schwaneck se trouve sur la rive haute de l'Isar. Le site de la BND à Pullach s'étend à l'est de la ligne du S-Bahn jusqu'à l'Isar et est divisé en deux par la Heilmannstraße au milieu. Le centre scolaire Pater-Rupert-Mayer se trouve sur la Wolfratshauser Straße, le lycée Otfried-Preußler-Gymnasium Pullach et la piscine de loisirs se trouvent près du S-Bahn sur la Hans-Keis-Straße. Les pompiers volontaires de Pullach sont situés dans la caserne entièrement rénovée et agrandie de la Kagerbauerstraße, ce qui leur confère une position centrale.

## Jumelage de communes
Des jumelages existent avec les localités suivantes :
- Pauillac dans le Médoc sur la Gironde en France depuis 1964[5]
- Rajon Baryshivka (Баришівка) et ville de Berezan (Березань) en Ukraine depuis 1990[6].

De nombreuses activités, comme les échanges d'élèves, de sportifs et de seniors, ainsi que la fête annuelle de l'amitié franco-allemande, lient Pullach à Pauillac. Des échanges réguliers ont également lieu avec la Baryschiwka et Beresan, où l'aide humanitaire joue également un rôle en raison de la situation économique en Ukraine.

## Politique
La maire
La première femme maire est Susanna Tausendfreund (Alliance 90/Les Verts). Celle-ci a succédé à Jürgen Westenthanner (CSU) en 2014. Le poste de deuxième maire est occupé par Andreas Most (CSU), celui de troisième maire par Cornelia Zechmeister (WIP)[8].
Conseil municipal
- Le conseil municipal de Pullach im Isartal est composé de 21 membres (avec la première bourgmestre) et se compose comme suit après les élections municipales de 2020

## Bâtiments
- Champ de tumulus de l'époque de Hallstatt sur la rive haute de l'Isar dans le quartier de Höllriegelskreuth.
- Chemin creux menant à l'Isar, faisant partie de la voie romaine Salzbourg-Augsbourg, à l'extrémité sud de Pullach.
- Ancienne église du Saint-Esprit sur la place de l'église, construite vers 1480-1490 dans le style gothique tardif.
- Nouvelle église du Saint-Esprit sur la Parkstraße, 1955-1956.
- Chapelle de la Trinité de 1698 à la Waldwirtschaft dans le quartier de Großhesselohe, ouverte uniquement lors d'occasions spéciales.
- Le château de Schwaneck, aujourd'hui une auberge de jeunesse. La belle salle des chevaliers et d'autres pièces historiées ne sont accessibles que lors d'événements publics.
- Ancienne gare de Großhesselohe de l'Isartalbahn de 1891.
- Ancien collège jésuite Berchmanskolleg (aujourd'hui Erzbischöfliche Tagesheimschulen Pullach) de 1925, non accessible au public.
- Großhesseloher Brücke (de), autrefois le pont ferroviaire le plus haut du monde, construit de 1851 à 1857, nouvelle construction de 1985.

## Parcs
Le Parc Forstenried (de) possède un grand parc à gibier et est une destination populaire pour les cyclistes, les rollers et les promeneurs. En outre, le parc abrite des sangliers, c'est pourquoi il est en grande partie clôturé et équipé de grilles.

## Activités, endroits et services

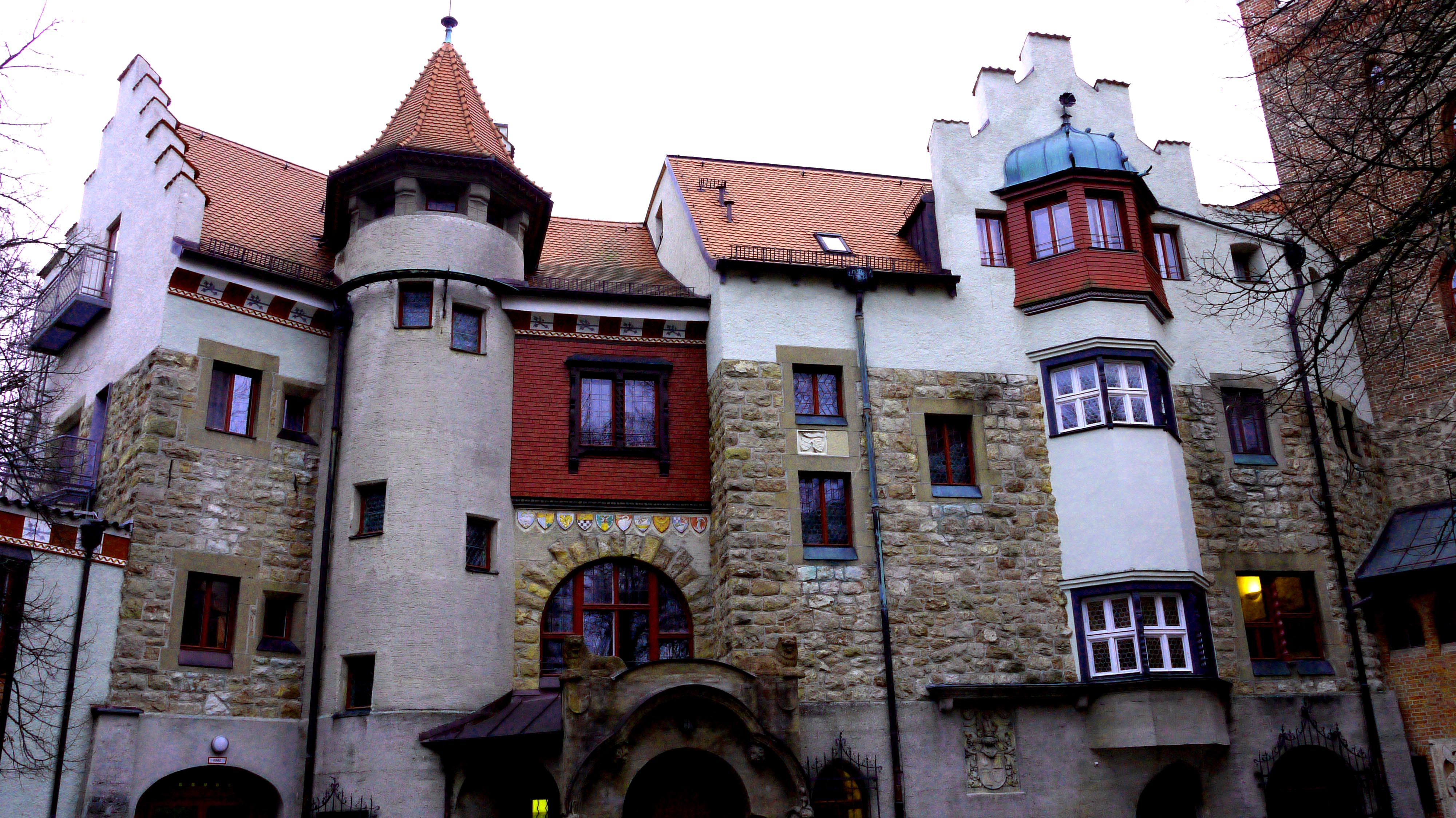
Façade du Château de Schwaneck

- Isar[9]
- Freiraum: centre de jeunesse[10]
- Restaurants comme la Waldwirtschaft (de)[11]
- Marché hebdomadaire[12]
- Piscine en plein air[13]
- Parc Forstenried (de)[14]
- Château de Schwaneck (de)[15]

## Personnalités en lien avec la ville
- Augustin Rösch (1893–1961), prêtre catholique, résistant au nazisme, enterré à Pullach
- Martin Bormann (1900–1945), dignitaire nazi, dirigeant du NSDAP
- Reinhard Gehlen (1902–1979), membre de la Wehrmacht, proche des conspirateurs de juillet 1944
- Hanna Kiep (1904-1979), avocate et résistante
- Alois Grillmeier (1910–1998), théologien catholique
- Gerhard Wessel (1913–2002), dirigeant du service de renseignement allemand

## Liens externes

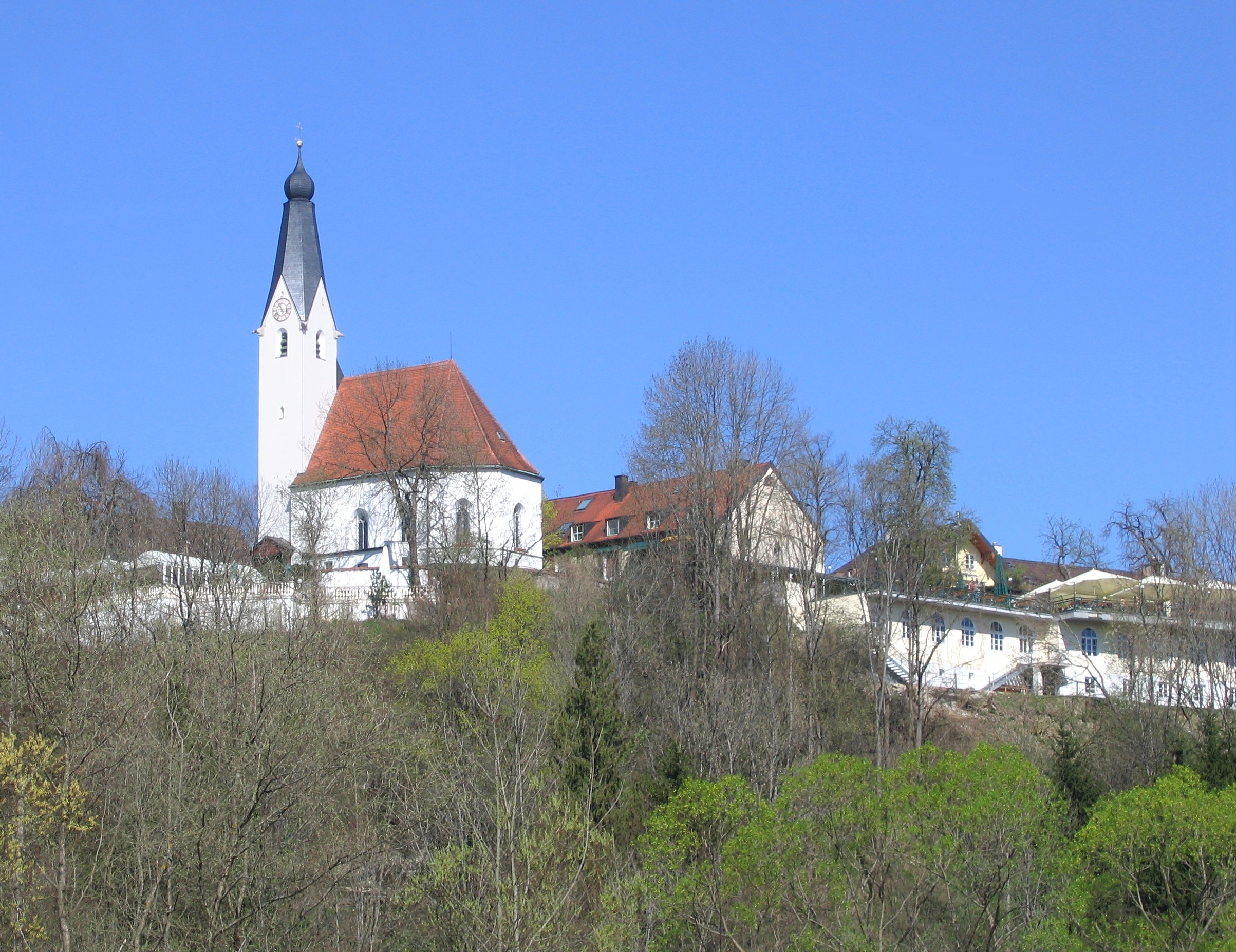
Vue du village